# Imanol Berriatua

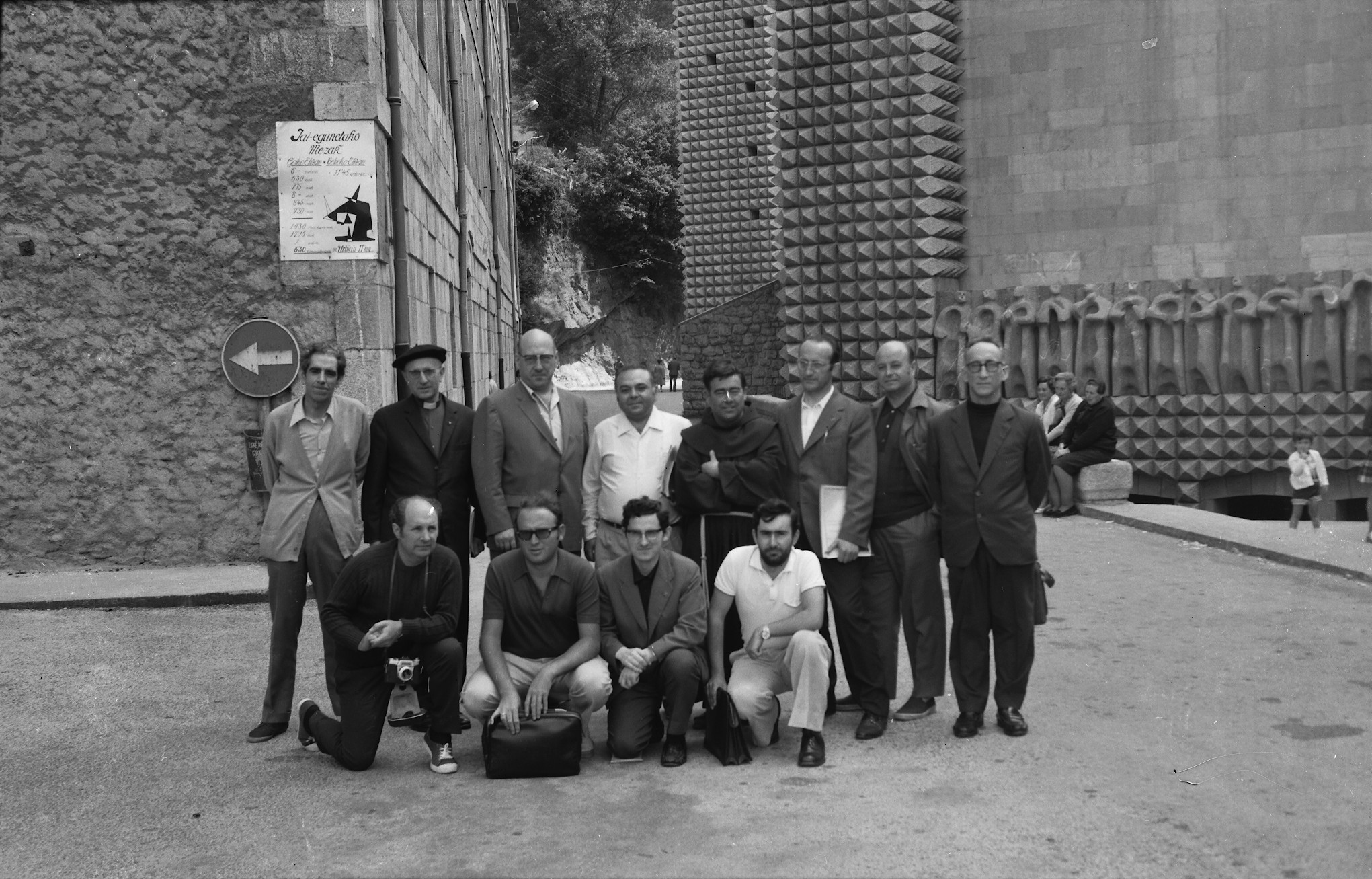
Miembros de Euskaltzaindia reunidos en el santuario de Arantzazu en 1972. Arriba de izquierda a derecha: Koldo Mitxelena, Iratzeder, Jean Haritchelhar, Alfonso Irigoien, Luis Villasante, José María Satrustegi, Patxi Altuna e Imanol Berriatua. Debajo: Juan San Martín, José Luis Lizundia, Joseba Intxausti y Xabier Kintana.

Imanol Berriatua Ibieta (Elanchove, 24 de diciembre de 1914-Jerusalén, 15 de septiembre de 1981) fue un fraile franciscano, escritor, traductor, políglota y académico español.

## Biografía
Aunque nació en Elanchove, desde muy temprana edad fue con su familia a vivir en Guernica. Entró en el seminario de Forua a los diez años de edad y estudió teología en el Santuario de Aránzazu. Al inicio de la Guerra Civil, la dirección del convento franciscano decidió trasladarlo a Cuba, dadas sus vinculaciones con el nacionalismo vasco y su oposición a los sublevados. Fue ordenado sacerdote y sirvió en Camajuaní, Manzanillo y Ciego de Ávila entre 1946 y 1949. Adquirió la nacionalidad cubana en 1944. En 1950 regresó al País Vasco y se puso en contacto con algunos de los miembros de la Real Academia de la Lengua Vasca, incluyendo a Federico Krutwig. Se estableció de nuevo en el seminario de Forua donde fue profesor de griego, francés y euskera, y llegó a director del mismo entre 1952 y 1954. Fue fundador de la revista literaria Anaitasuna, que tuvo un largo recorrido de casi treinta años (1953-1982) y que fue espacio común de edición de los escritores en euskera.
Durante algunos año fue capellán de los pescadores del puerto de Bermeo. El 25 de agosto de 1961 fue nombrado académico correspondiente de la Real Academia de la Lengua Vasca, junto con Gabriel Aresti y en 1967 se trasladó a Bilbao, al convento de Irala. Fue un período de intensa investigación sobre la lengua vasca. Como políglota, dominaba el latín, griego y hebreo (antiguo y moderno), además del francés, inglés y alemán. Sus trabajos, muchos de ellos presentes en la revista Anaitasuna, se correspondieron con el estudio de la gramática del euskera.
Su interés por los métodos utilizados por los israelíes en el rápido aprendizaje del hebreo le llevó a visitar y conocer Israel. Escribió Hitz egin!, donde desarrolló un método eficaz para el aprendizaje del euskera. Volvió a Israel en 1980 y nuevamente en 1981, donde falleció.

## Obras
Narrativa
- Itsasoa eta ni. 3. maila., 1981, Euskaltzaindia. ISBN 8485479157
- Ikasle israelen : Oinarrizko Euskarazko Argitalpenak: Kazetaritza Saila, Euskaltzaindia, 1982. ISBN 8485479181.

Educación
- Hitz egin!, Helduak euskalduntzeko irakas-tresna, 1978.

Ensayos religiosos
- Kristiñau Katezismoa.
- Lagunarteko Mezea.

Traducciones de libros para niños
- Pinotxo, Mari Errauskin, Edur zuritxo eta zazpi epoak, Katua zapatakaz, Lokartutako printzetsatxua, Berunezko soldadutxoa, Alizia gauza miragarrien munduan y Paitakume itxusia, Bilbao: La Gran Enciclopedia Vasca, 1968.